# Zapora Eschbach
Zapora Eschbach (niem. Eschbachtalsperre, pierwotnie Remscheider Talsperre) – pierwsza w Niemczech zapora wodna zbudowana w celu pozyskiwania wody pitnej, spiętrzająca wody rzeki Eschbach. Położona na terenie miasta Remscheid w kraju związkowym Nadrenia Północna-Westfalia w Niemczech.

## Historia
Wybudowana w latach 1889–1891. Zaprojektowana przez inżyniera budownictwa lądowego Otto Intze. Inicjatorem budowy był miejscowy przemysłowiec Robert Böker. Zaporę wybudowała firma Wolf i Vering z Düsseldorfu. Zapora była pionierskim osiągnięciem inżynierii hydraulicznej i służyła jako wzór do budowy wielu następnych zapór grawitacyjnych, budowanych zgodnie z tzw. zasadą Intzego.
Zapora została odnowiona w latach 1991–1994. Ściana zapory wykonana z miejscowego łupka, została wzmocniona o betonową ścianę grubości 35 cm i korytarz kontrolny po stronie wody. Wykonano nowy drenaż, nową instalację opróżniającą (upust denny), oraz zamontowano nowy sprzęt pomiarowy.

## Elektrownia wodna
W listopadzie 2012 w zaporze umieszczono turbinę elektrowni wodnej o mocy 29 kW, wytwarzającej do 120 tys. kWh energii elektrycznej rocznie. Energia elektryczna wytwarzana przez tę elektrownię pokrywa własne zapotrzebowanie energetyczne zapory, a dodatkowo wytwarzana energia jest dostarczana do sieci publicznej.